# Royal Sovereign (Schiff, 1892)
Die Royal Sovereign, auch HMS Royal Sovereign, war ein Schlachtschiff (Einheitslinienschiff) und Typschiff der  gleichnamigen Klasse der britischen Marine, das zwischen 1892 und 1909 in Dienst stand.

## Geschichte
Die Royal Sovereign, das siebte Schiff ihres Namens, das in der Royal Navy diente, wurde am 30. September 1889 auf Kiel gelegt, am 26. Februar 1891 vom Stapel gelassen, von Königin Victoria getauft und am 31. Mai für den Einsatz in der Kanalflotte in Dienst gestellt. Dort löste die Royal Sovereign die Camperdown als Flaggschiff des Kanalgeschwaders ab. Von da an bis zum 13. August 1892 diente sie als Flaggschiff der „Roten Flotte“ und nahm an den jährlichen Manövern vor der irischen Küste teil. Vom 27. Juli bis zum 6. August 1893 diente sie erneut als Flaggschiff der Roten Flotte und nahm an den Manövern in der Irischen See und der Westansteuerung teil. Um ihre Rollneigung zu verringern, wurde sie von 1894 bis 1895 mit Schlingerkielen ausgestattet. Im Juni 1895 gehörte die Royal Sovereign zusammen mit drei ihrer Schwesterschiffe zu einem britischen Marinegeschwader, das an der Eröffnung des Kaiser-Wilhelm-Kanals in Deutschland teilnahm. In der dritten Juliwoche 1896 nahm das Schiff als Teil der „Flotte A“ an den jährlichen Manövern in der Irischen See und vor der Südwestküste Englands teil.
Am 7. Juni 1897 wurde die Royal Sovereign ausgemustert. Ihre Besatzung wechselte auf die Mars, welche die Royal Sovereign in der Kanalflotte ersetzte. Bereits am Folgetag wurde die Royal Sovereign wieder in Dienst genommen, um ihrerseits die Trafalgar im Mittelmeer abzulösen. Vor der Ausreise in ihr neues Einsatzgebiet nahm die Royal Sovereign am 26. Juni an der Flottenschau vor Spithead anlässlich des diamantenen Thronjubiläums Königin Victorias teil. Vom 7. bis zum 11. Juli war sie an den Manövern vor der irischen Küste beteiligt. Im September stach das Schiff in See, um sich der Mittelmeerflotte anzuschließen. Am 18. Januar 1899 wurde die Royal Sovereign zum Flaggschiff von Konteradmiral Gerard Noel, stellvertretender Befehlshaber der Mittelmeerflotte. Zwei Tage später übernahm Captain Charles Henry Adair das Kommando über die Royal Sovereign. Im Februar besuchte sie Neapel, Genua, Palermo und Syrakus. Am 14. Juli lief die Royal Sovereign Fiume für einen fünftägigen Aufenthalt an. Am 28. Juli kam ein Besatzungsmitglied des Linienschiffs bei einem Unfall mit einer der Kanonen ums Leben. Er wurde am selben Abend auf See bestattet.
Am 9. November 1901 explodierte vor Griechenland eine der 152-mm-Kanonen, bei der sich der Verschluss nicht ganz geschlossen hatte. Dabei wurden ein Offizier und fünf Soldaten der Royal Marines getötet, ein weiterer Offizier (Robert Arbuthnot) und 19 Seeleute verletzt. Frederick Inglefield übernahm am 26. November 1901 das Kommando auf der Royal Sovereign. Nachdem das Schiff durch die London abgelöst worden war, verließ es am 9. Juli 1902 Gibraltar in Richtung Großbritannien, wo sie fünf Tage später in Portsmouth einlief. Während der am 16. August 1902 in Spithead stattfindenden Flottenschau anlässlich der Krönung Königs Eduard VII. diente es Charles Frederick Hotham, dem Oberbefehlshaber von Portsmouth, als Flaggschiff. Ab dem 30. August wurde die Royal Sovereign als Wachschiff im Hafen von Portsmouth eingesetzt und vom 5. bis 9. August 1903 nahm sie an Manövern vor der Küste Portugals teil. Anschließend wurde sie ausgemustert und bis 1904 überholt. Am 9. Februar 1907 wurde die Royal Sovereign als Schiff für besondere Aufgaben der Reserve eingesetzt. Zusammen mit weiteren derartigen Schiffen wurde sie im April 1909 der vierten Division der Home Fleet zugeteilt. Im September 1909 wurde die Royal Sovereign endgültig ausgemustert und am 7. Oktober 1913 für 40.000 £ an G. Clarkson & Son verkauft. Die Firma verkaufte das Schiff an GB Berterello nach Genua weiter, wo es letztlich abgewrackt wurde.

## Technik
Das Schiff hatte eine Gesamtlänge von 125 m, eine Länge zwischen den Loten von 115,80 m, eine Breite von 22,90 m und einen Tiefgang von 8,40 m. Die Verdrängung lag zwischen 14.490 t und 15.098 t. Ihre Besatzung bestand aus 670 Offizieren und Mannschaften. Die Baukosten betrugen 913.986 Pfund.

### Antrieb
Die Royal Sovereign war mit zwei 3-Zylinder-Verbunddampfmaschinen von Humphrys & Tennant ausgestattet, die jeweils eine Welle antrieben und insgesamt 9.000 Shp (6.619 kW) entwickelten, mit der das Schiff eine Höchstgeschwindigkeit von 16 Knoten (30 km/h) erreichte. Der Dampf wurde von acht Zylinderkesseln geliefert. Das Schiff konnte maximal 1.513 t Kohle mitführen, was ihm bei 10 Knoten (19 km/h) eine Reichweite von 4.720 Seemeilen (8.740 km) ermöglichte. Durch Einschalten der Saugzuggebläse (forced draft) konnte Unterdruck in den Kesseln erzeugt werden (Zwangszugkessel); dadurch erhöhten sich die Leistung auf 11.000 PS (8.200 kW) und die Höchstgeschwindigkeit auf 17,5 Knoten (32,4 km/h).
Nachdem die Royal Sovereign als erstes Schiff ihrer Klasse fertiggestellt wurde, unterzog man sie einer langen Reihe von Erprobungen, von der nur wenige Daten erhalten sind. Mit 9.661 PS (7.204 kW) bei normalem Druck erreichte sie in acht Stunden 16,41 Knoten (30,39 km/h) und mit 13.360 PS (9.960 kW) bei Zwangszug drei Stunden lang 18 Knoten (33 km/h;). Bei einigen Kesselrohren wurde beobachtet, dass sie unter angesichts dieser Belastung Risse bekamen und undicht wurden; daraufhin beschloss die Marine, die Kessel der Royal-Sovereign-Klasse nicht über 11.000 PS hinaus zu belasten, um ähnliche Schäden zu vermeiden.

### Bewaffnung
Die Hauptbewaffnung der Royal Sovereign bestand aus vier 343-mm-Geschützen in zwei Zwillingsgeschützbarbetten, je eine vor und hinter den Aufbauten. Jede Kanone war mit 80 Schuss bestückt. Die von diesen Geschützen abgefeuerten 570 kg schweren Granaten konnten mit einer Ladung von 290 kg rauchlosem prismatischem Pulver 711 mm Schmiedeeisen auf 910 m durchschlagen. Die Geschütze hatten bei einer maximalen Elevation von 13,5 Grad und einer Mündungsgeschwindigkeit von 614 m/s eine Reichweite von 10.930 m. Die Sekundärbewaffnung bestand aus zehn 152-mm-Schnellfeuergeschützen in Kasematten fünf auf jeder Breitseite. Die Kanonen hatten bei einer maximalen Elevation von 15 Grad und einer Mündungsgeschwindigkeit von 680 m/s eine Reichweite von 9.140 m. Zur Abwehr von Torpedobooten waren sechzehn 57-mm- und zwölf 47-mm-Hotchkiss-Kanonen sowie acht 8-mm-Maxim-Maschinengewehre installiert. Außerdem verfügte die Royal-Sovereign über sieben Torpedorohre mit 457 mm Durchmesser.

### Panzerung
Die Royal Sovereign hatte einen Panzergürtel aus Compoundpanzerung. Er erstreckte sich über 76 m von der vorderen zu der Barbette achtern. Mittschiffs war er zwischen 457 mm dick und verjüngte sich nach vorn und achtern auf 356 mm wo er in 406 mm Querschotten vorn und 356 mm achtern endete. Darüber verlief ein 101 mm dicker Plankengang der sich mittschiffs 46 m von der Innenseite der vorderen bis zur Innenseite der Barbette achtern erstreckte.
Die Barbetten waren zwischen 406 und 431 mm dick. Die Kasematten der 152-mm-Kanonen waren mit 101 mm gepanzert. Der vordere Kommandoturm war mit 304 bis 355 mm gepanzert und der hintere war rundherum durch 76-mm-Panzerplatten geschützt. Das Schiff hatte zwei gepanzerte Decks mit einer Panzerung von 64 mm und 76 mm.